# لاسي كولستاد
لاسي كولستاد (بالنرويجية البوكمول: Lasse Kolstad)‏ هو مغني وممثل نرويجي، ولد في 10 يناير 1922 في أوسلو في النرويج، وتوفي بنفس المكان في 14 يناير 2012. من الجوائز التي نالها King's Medal of Merit ‏.

## جوائز
- King's Medal of Merit [الإنجليزية]‏

## وصلات خارجية
- لاسي كولستاد على موقع IMDb (الإنجليزية)
- لاسي كولستاد على موقع قاعدة بيانات الأفلام السويدية (السويدية)
- لاسي كولستاد على موقع ديسكوغز (الإنجليزية)
- لاسي كولستاد على موقع قاعدة بيانات الفيلم (الإنجليزية)